# 动物园里有什么？
《动物园里有什么》，是2024年上映的一部中国大陆喜剧片，翻拍自韩国电影《秘密动物园》，由安小满執導、包贝尔等人出演，该作主要讲述的是一群为了拯救即将快要倒闭的动物园的工作人员的故事。不过该作并未获得观众们的好评。

## 電影內容
一个人意外的成为了一家即将倒闭的动物园的管理人员，为了不让动物园真的倒闭，于是他便和朋友庸各种方式来让动物园继续经营下去。

## 演员表
- 包贝尔 饰演 石途
- 宋晓峰 饰演 宋晓峰
- 潘斌龙 饰演 高大爷
- 贾冰 饰演 吴光辉
- 梁颂晴 饰演 林晓蓉
- 常远 饰演 谭博士
- 魏翔 饰演 仓库管理员
- 徐志胜 饰演 老六
- 王千源 饰演 警察
- 吴云飞 饰演 警察
- 何雪晴 饰演 张骁女友

## 評價
本片在中國地區獲得負面為主的評價，在豆瓣，本片依據超過2.6萬名用戶評分，平均分數4.2/10。

## 外部連結
- 豆瓣电影上《动物园里有什么？》的資料 （简体中文）
- 互联网电影数据库（IMDb）上《动物园里有什么？》的资料（英文）